# Tayliah Zimmer
Tayliah Zimmer (né le 24 mai 1985 à Barham) est une nageuse australienne en activité, spécialiste des épreuves de dos. Aux Championnats du monde 2007, elle remporte la médaille de bronze sur le 50 mètres dos.

## Palmarès

### Championnats du monde

#### Grand bassin
- Championnats du monde 2007 à Melbourne (Australie) :
  -  Médaille de bronze au 50 m dos.

#### Petit bassin
- Championnats du monde 2004 à Indianapolis (États-Unis) :
  -  Médaille d'or du relais 4 × 100 m quatre nages[1].
  -  Médaille d'argent au 200 m dos.
- Championnats du monde 2006 à Shanghai (Chine) :
  -  Médaille d'argent du relais 4 × 100 m quatre nages.
  -  Médaille d'argent au 50 m dos.
  -  Médaille d'argent au 100 m dos.
  -  Médaille d'argent au 200 m dos.

### Jeux du Commonwealth
- Jeux du Commonwealth de 2006 à Melbourne (Australie) :
  -  Médaille de bronze au 50 m dos.